# Louis I. d’Amboise
Louis I. d’Amboise (* vor 1462; † 1. Juli 1503 in Lyon) war Bischof von Albi. Er war ein Sohn von Pierre d’Amboise und der ältere Bruder des Kardinals Georges d’Amboise.

## Leben und Wirken
Louis d’Amboise war ein Vertrauter des französischen Königs Ludwig XI., der ihn beauftragte, die Aktivitäten Karls von Frankreich in der Guyenne zu beobachten. 1473 wurde er vom König zum Abt von Jumièges sowie zu seinem Botschafter in Rom ernannt.
Bereits von 1462 bis 1464 war er Koadjutor von Albi, vor 1466 wurde er zum Bischof von Lombez ernannt. 1474 wurde er Bischof von Albi (auf dieses Amt bezieht sich die Bezeichnung Louis I., da sein Neffe Louis II. d’Amboise hier sein direkter Nachfolger wurde), eine Aufgabe, die er trotz seiner vielen anderen Aktivitäten niemals vernachlässigte. 1474–1478 war er Generalleutnant des Königs in Languedoc, Roussillon und Cerdagne, anschließend vielfach eingesetzter Diplomat des Königs. Nach einer kurzen Zeit der Ungnade nahm er diese Aufgaben auch für Karl VIII. und dessen Regenten Anne de Beaujeu und Pierre de Beaujeu wahr. Nach dem Tod Karls VIII. (1498) war er auch der Vertraute des neuen Königs Ludwig XII.
Louis I. d’Amboise wurde in der Kathedrale von Albi bestattet.